# Poca
Poca je naseljeno mjesto u gradu Zenici, Federacija Bosne i Hercegovine, BiH.
Nalazzt se sjeverno od Babine rijeke.

## Stanovništvo

### 1971.
Nacionalni sastav stanovništva 1971. godine, bio je sljedeći:
ukupno: 353 
- Muslimani - 232 (65,72%)
- Hrvati - 113 (32,01%)
- Srbi - 6 (1,70%)
- ostali, neopredijeljeni i nepoznato - 2 (0,56%)

### 1981.
Nacionalni sastav stanovništva 1981. godine, bio je sljedeći:
ukupno: 457
- Muslimani - 252 (55,14%)
- Hrvati - 166 (36,32%)
- Srbi - 8 (1,75%)
- Jugoslaveni - 16 (3,50%)
- ostali, neopredijeljeni i nepoznato - 15 (3,28%)

### 1991.
Nacionalni sastav stanovništva 1991. godine, bio je sljedeći:
ukupno: 431
- Muslimani - 287 (66,59%)
- Hrvati - 122 (28,31%)
- Srbi - 5 (1,16%)
- Jugoslaveni - 11 (2,55%)
- ostali, neopredijeljeni i nepoznato - 6 (1,39%)

### 2013.
Nacionalni sastav stanovništva 2013. godine, bio je sljedeći:
ukupno: 347
- Bošnjaci - 322 (92,80%)
- Hrvati - 24 (6,92%)
- ostali, neopredijeljeni i nepoznato - 1 (0,29%)